# Goniodes retractus
Goniodes retractus är en insektsart som beskrevs av Le Souëf 1902. Goniodes retractus ingår i släktet medusalöss, och familjen fjäderlöss. Inga underarter finns listade i Catalogue of Life.